# IAAF World Relays 2019 - Staffetta 4×100 metri maschile
La staffetta 4×100 metri maschile alle IAAF World Relays 2019 ha visto alla partenza 25 nazioni, divise in 3 batterie, e si è disputata tra l'11 ed il 12 maggio.

## Risultati

### Qualificazioni
Accedono alla finale le squadre vincitrici di ogni batteria e (Q) e i due migliori tempi (q).

#### Batteria 1
| Posizione | Corsia | Paese         | Atleti                                                                       | Tempo | Note                                     |
| --------- | ------ | ------------- | ---------------------------------------------------------------------------- | ----- | ---------------------------------------- |
| 1         | 3      | Gran Bretagna | Chijindu Ujah Harry Aikines-Aryeetey Adam Gemili Nethaneel Mitchell-Blake    | 38"11 | Q,                                       |
| 2         | 1      | Brasile       | Rodrigo do Nascimento Jorge Vides Derick Silva Paulo André de Oliveira       | 38"22 | Q,                                       |
| 3         | 7      | Giamaica      | Nesta Carter Julian Forte Rasheed Dwyer Tyquendo Tracey                      | 38"51 | Q, ,                                     |
| 4         | 4      | Sudafrica     | Emile Erasmus Simon Magakwe Anaso Jobodwana Akani Simbine                    | 38"66 | ,                                        |
| 5         | 6      | Germania      | Kevin Kranz Patrick Domogala Julian Reus Robin Erewa                         | 38"91 | Miglior prestazione personale stagionale |
| 6         | 8      | Australia     | Trae Williams Alex Hartmann Zach Holdsworth Jake Doran                       | 39"05 |                                          |
| 7         | 9      | Indonesia     | Mochammad Bisma Diwa Abina Lalu Muhammad Zohri Eko Rimbawan Bayu Kertanegara | 39"39 | Miglior prestazione personale stagionale |
| 8         | 5      | Venezuela     | Alberto Aguilar Rafael Vázquez Alexis Nieves Abdel Kalil                     | 39"76 | Miglior prestazione personale stagionale |
|           | 2      | Polonia       | Remigiusz Olszewski Przemysław Słowikowski Karol Kwiatkowski Dominik Kopeć   | dnf   |                                          |

#### Batteria 2
| Posizione | Paese | Atleti      | Tempo                                                                        | Note  |                                          |
| --------- | ----- | ----------- | ---------------------------------------------------------------------------- | ----- | ---------------------------------------- |
| 1         | 4     | Italia      | Fausto Desalu Marcell Jacobs Davide Manenti Filippo Tortu                    | 38"29 | Q,                                       |
| 2         | 2     | Cina        | Wu Zhiqiang Xie Zhenye Su Bingtian Liang Jinsheng                            | 38"46 | Q,                                       |
| 3         | 9     | Turchia     | Emre Zafer Barnes Jak Ali Harvey Izzet Safer Ramil Guliyev                   | 38"47 | Q,                                       |
| 4         | 5     | Paesi Bassi | Christopher Garia Churandy Martina Hensley Paulina Taymir Burnet             | 38"67 | ,                                        |
| 5         | 6     | Rep. Ceca   | Zdeněk Stromšík Jan Veleba Jan Jirka Dominik Záleský                         | 38"77 | Record nazionale                         |
| 6         | 8     | Thailandia  | Ruttanapon Sowan Nutthapong Veeravongratanas Jirapong Meenapra Siripol Punpa | 38"82 |                                          |
| 7         | 7     | Ucraina     | Oleksandr Sokolov Emil Ibrahimov Volodymyr Suprun Serhiy Smelyk              | 38"84 | Miglior prestazione personale stagionale |
|           | 3     | Zimbabwe    | Dicksson Kamungeremu Tatenda Tsumba Itayi Vambe Ngoni Makusha                | dq    | R163.3(b)                                |

#### Batteria 3
| Posizione | Paese | Atleti          | Tempo                                                                     | Note  |                                          |
| --------- | ----- | --------------- | ------------------------------------------------------------------------- | ----- | ---------------------------------------- |
| 1         | 4     | Stati Uniti     | Mike Rodgers Justin Gatlin Isiah Young Cameron Burrell                    | 38"34 | Q,                                       |
| 2         | 3     | Francia         | Mouhamadou Fall Jimmy Vicaut Mickaël-Meba Zézé Stuart Dutamby             | 38"51 | Q,                                       |
| 3         | 9     | Canada          | Gavin Smellie Aaron Brown Brendon Rodney Andre De Grasse                  | 38"76 | Miglior prestazione personale stagionale |
| 4         | 7     | Taipei cinese   | Wei Tai-sheng Wang Wei-hsu Yang Chun-han Cheng Po-yu                      | 38"89 | Miglior prestazione personale stagionale |
| 5         | 6     | Rep. Dominicana | Christopher Valdez Yohandris Andújar Mayovanex de Óleo Yancarlos Martínez | 39"12 |                                          |
| 6         | 2     | Finlandia       | Otto Ahlfors Ville Myllymäki Oskari Lehtonen Samuel Purola                | 39"59 | Miglior prestazione personale stagionale |
|           | 8     | Giappone        | Shuhei Tada Ryota Yamagata Yuki Koike Yoshihide Kiryū                     | dq    | 170.6(a)                                 |
|           | 5     | Nigeria         | Enoch Adegoke Emmanuel Arowolo Ogho-Oghene Egwero Usheoritse Itsekiri     | dq    | 170.6(a)                                 |

### Finale
| Pos. | Corsia | Nazione       | Atleti                                                                    | Tempo | Note                                     | Punti |
| ---- | ------ | ------------- | ------------------------------------------------------------------------- | ----- | ---------------------------------------- | ----- |
| 1    | 7      | Brasile       | Rodrigo do Nascimento Jorge Vides Derick Silva Paulo André de Oliveira    | 38"05 | Miglior prestazione mondiale stagionale  | 8     |
| 2    | 5      | Stati Uniti   | Mike Rodgers Justin Gatlin Isiah Young Noah Lyles                         | 38"07 | Miglior prestazione personale stagionale | 7     |
| 3    | 4      | Gran Bretagna | Chijindu Ujah Harry Aikines-Aryeetey Adam Gemili Nethaneel Mitchell-Blake | 38"15 |                                          | 6     |
| 4    | 8      | Cina          | Wu Zhiqiang Xie Zhenye Su Bingtian Liang Jinsheng                         | 38"16 | Miglior prestazione personale stagionale | 5     |
| 5    | 9      | Francia       | Stuart Dutamby Jimmy Vicaut Mickaël-Meba Zézé Mouhamadou Fall             | 38"31 | Miglior prestazione personale stagionale | 4     |
| 6    | 3      | Giamaica      | Nesta Carter Julian Forte Rasheed Dwyer Nigel Ellis                       | 38"88 |                                          | 3     |
| 7    | 2      | Turchia       | Emre Zafer Barnes Jak Ali Harvey Izzet Safer Ramil Guliyev                | 39"13 |                                          | 2     |
|      | 6      | Italia        | Fausto Desalu Marcell Jacobs Davide Manenti Filippo Tortu                 | dnf   |                                          | 0     |